# 叶兰卡市镇
叶兰卡市镇（俄语：Еланское муниципальное образование）是俄罗斯联邦伊尔库茨克州泰舍特区所属的一个市镇。其下辖有2个居民点，行政中心为叶兰卡。据2016年统计，该市镇的人口为0人。